# Emma Peel
Emma Peel es una espía ficticia interpretada por Diana Rigg en la serie de televisión británica de aventuras de la década de los años 1960 Los vengadores. En la versión cinematográfica de 1998 es interpretada por Uma Thurman. Nació como Emma Knight, hija del industrial Sir John Knight. Es la compañera de John Steed en su lucha contra el crimen.
Como aventurera, espía y experta en artes marciales, Emma Peel se convirtió en un modelo feminista por todo el mundo y es considerada un ícono de la cultura popular británica. Considerada un ícono de la moda y símbolo sexual de los años 60, el personaje es recordado con frecuencia por el catsuit de cuero que Rigg usó ocasionalmente en la primera serie.

## Casting

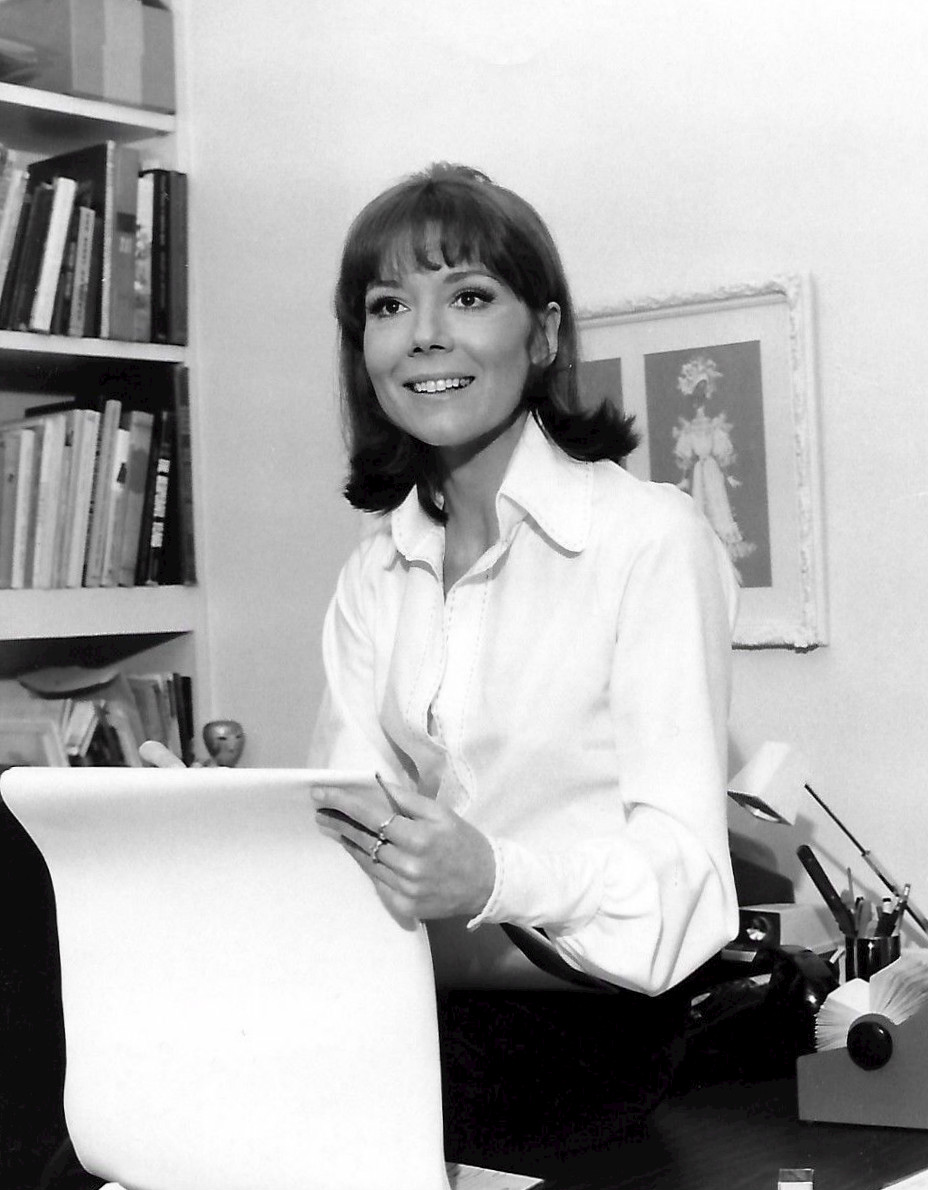
Diana Rigg en Diana, programa de NBC Television

La señora Peel fue presentada por primera vez como un reemplazo del popular personaje de Cathy Gale, interpretado por la actriz Honor Blackman. Blackman había dejado el programa al final de la tercera temporada para coprotagonizar Goldfinger, una de las películas de James Bond.
Elizabeth Shepherd había sido elegida inicialmente como Emma Peel y así comenzó la producción de la cuarta temporada. Tras filmar un episodio entero y parte de un segundo, los productores decidieron que Shepherd no era adecuada para el papel y la despidieron. Se cree que no sobrevive ninguna grabación de Shepherd en el papel de Peel.
Los productores tuvieron que reemplazarla rápidamente y le dieron el trabajo a Diana Rigg, mientras que los episodios en los que había actuado Shepherd se volvieron a filmar posteriormente.

## Personaje
El personaje fue particularmente notable por varias características. Peel es una fuerte heroína que casi nunca es derrotada en peleas y que es capaz de rescatar a Steed cuando está en problemas. Es maestra de artes marciales y una formidable esgrimista. También es una genio certificada, especializada en química y otras ciencias. En varios episodios se la puede ver dedicándose a pasatiempos artísticos y era además exitosa en la industria al frente de la compañía de su difunto padre, Sir John Knight. Su esposo, Peter Peel, era un piloto cuyo avión desapareció sobre la selva amazónica. Se le había presumido muerto durante muchos años, y Peel empezó a trabajar con Steed. Conducía un Lotus Elan convertible a altas velocidades y era capaz de actuar de manera convincente en cualquier tipo de rol encubierto, desde enfermera hasta niñera. Su disfraz favorito era el de reportera de una revista femenina, que intentaba entrevistar a magnates de negocios y a ricos playboys. El nombre "Emma Peel" es una juego de palabras con la frase "Man Appeal" o "M. Appeal" (lit., atractivo masculino), que según el equipo de producción era uno de los elementos necesarios del personaje. (Diana Rigg nunca se sintió cómoda en su posición como símbolo sexual de fama mundial.)
Las interacciones verbales entre Peel y Steed van desde comentarios ingeniosos hasta insinuaciones apenas disimuladas. Con respecto a la constante pregunta de si los dos personajes habían en algún momento tenido una relación sexual, Patrick Macnee (que interpretaba a Steed en la serie) creía que los personajes se iban a la cama con mucha regularidad (pero no a la vista de la cámara). Sin embargo, Rigg creía que más probablemente solo tuvieran un coqueteo prolongado y agradable que en últimas no había llegado a ningún lado. El escritor y productor Brian Clemens afirmó que los escribió con la idea de que habían tenido una aventura amorosa antes de la primera aparición de Emma en la serie, y ciertamente parecen conocerse ya muy bien cuando Emma aparece en la serie por primera vez.

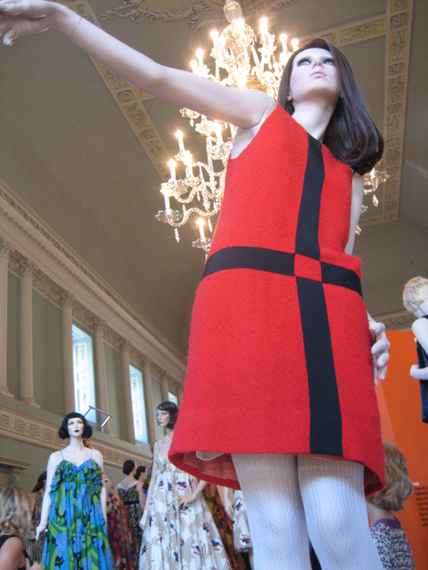
Minifalda de John Bates, 1965

Su estilo a la hora de vestir tipificaba la época y el personaje sigue siendo actualmente un ícono de la moda. Se contrató a John Bates como diseñador de vestuario para Emma Peel en la segunda mitad de la cuarta temporada. Bates le diseñó un guardarropas de prendas y minifaldas de mod en op-art en blanco y negro. Antes de esto, se creía que las líneas, círculos y otros patrones llamativos no funcionarían en las pantallas de televisión de la época.[cita requerida] Se filmaron episodios antes de que la minifalda se hubiera siquiera convertido en una declaración de moda popular. Bates tuvo que abstenerse de dejar dobladillos en las minifaldas porque el equipo de producción invariablemente los bajaba. También le licenció sus diseños a varias manufactureras bajo el rótulo de Avengerswear y estas prendas se vendieron en varias tiendas por todo el país. Diana Rigg es recordada con frecuencia por el catsuit de cuero que usó al principio de su primera temporada. A Rigg no le gustaba llevar el atuendo de cuero, por lo que Bates le diseñó un jersey elástico más suave y catsuits de PVC.
Cuando el programa pasó del blanco y negro al color, el diseñador elegido fue Alun Hughes, que utilizó colores llamativos y patrones psicodélicos vistosos. Hughes creó también el catsuit Emmapeeler, que estaba hecho de jersey elástico en bloques de colores brillantes. Los Emmapeelers y varias otras prendas del guardarropa de esta temporada fueron licenciadas también e igualmente vendidas en tiendas de ropa femenina.

## Salida
Cuando su esposo, Peter Peel, reaparece de manera sorprendente al final del episodio "The Forget-Me-Knot," Emma decide dejar a Steed y a su carrera como espía. En la toma distante en la que aparece, Peter Peel tiene un sospechoso parecido con Steed (y de hecho fue interpretado por el doble de riesgo de Patrick Macnee, Peter Weston), y al igual que Steed, conduce un Bentley convertible de dos puertas, aunque un modelo contemporáneo. Emma se cruza con su reemplazo, Tara King (interpretada por Linda Thorson), quien entra al edificio cuando ella va saliendo y le dice que a Steed le gusta su té revuelto "en sentido opuesto a las manecillas del reloj." Peel sería la última de los "talentosos aficionados" con quienes John Steed hizo equipo, ya que su sucesora es una agente profesional neófita.
En la vida real, Diana Rigg había decidido dejar la serie por varias razones, entre ellas la de aceptar un papel en la película de James Bond On Her Majesty's Secret Service (de manera similar a su predecesora, Honor Blackman, que había dejado la serie para aparecer en la película de Bond Goldfinger). Durante su primera temporada, Rigg había descubierto eventualmente que le pagaban menos que a los camarógrafos: su salario se triplicó después de esto y combinado con su lealtad a Macnee, la persuadieron para que regresara por otros 25 episodios (incluyendo su episodio de despedida, que en realidad fue grabado bien entrada ya la temporada de Tara King). Eventualmente, los arduos horarios de rodaje, diversos conflictos con los productores, el atractivo de los papeles en el cine y el teatro, y un deseo de desafiarse a sí misma como actriz, se combinaron en su decisión de abandonar el programa de manera definitiva.
Tras dejar la serie, Rigg interpretó una variante del personaje de Emma Peel en dos cortometrajes alemanes producidos para el mercado de 8 mm: The Diadem y The Mini-Killers. Existe poca información de lo que ocurrió detrás de escenas, aunque las películas mismas han sobrevivido.

## Los nuevos vengadores
Emma Peel reapareció en la secuela de 1976 de la serie original, The New Avengers (Los nuevos vengadores), usando clips de archivo de la serie original, los cuales aparecen en el episodio titulado "K is for Kill". Peel habla brevemente por teléfono con Steed y le dice que su apellido ya no es Peel; Steed le responde que: "Siempre serás la Sra. Peel para mí." Sue Lloyd hizo la voz para este nuevo diálogo.

## Los vengadores(1998)
El personaje fue revivido y reelaborado para la versión cinematográfica del programa de 1998, Los vengadores. Uma Thurman interpretó el papel de Peel, mientras que Ralph Fiennes interpretó el de Steed. En la película, la Sra. Peel es una científica que trabaja como parte de un proyecto meteorológico. Cuando el proyecto es saboteado por una mujer que parece ser su doble, es investigada por John Steed, un agente del Ministerio. En últimas, hacen equipo para descubrir la verdad. La película fue un fracaso crítico y de taquillas y la nueva encarnación de los personajes fue fuertemente criticada. En 2003, la revista Total Film escogió por votación a Fiennes y Thurman como "El peor acto doble en las películas de todos los tiempos" por sus interpretaciones como Steed y Peel.